# Eisenbahnbrücke Ingolstadt

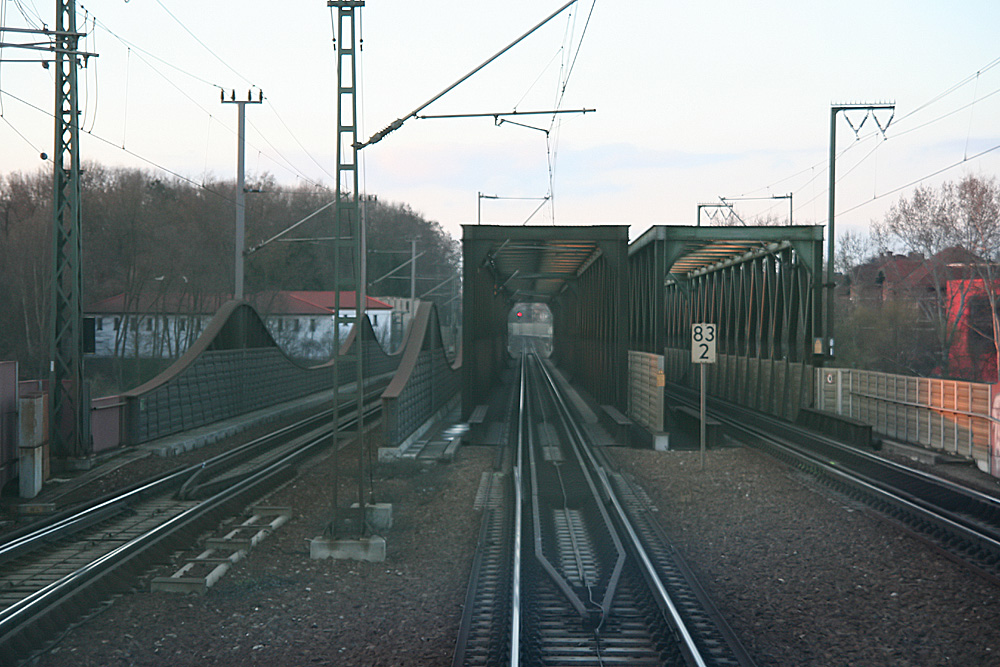
Blick auf die Eisenbahnbrücke vom Steuerwagen des München-Nürnberg-Express aus, in der Mitte und rechts die alte Brücke, links der Neubau

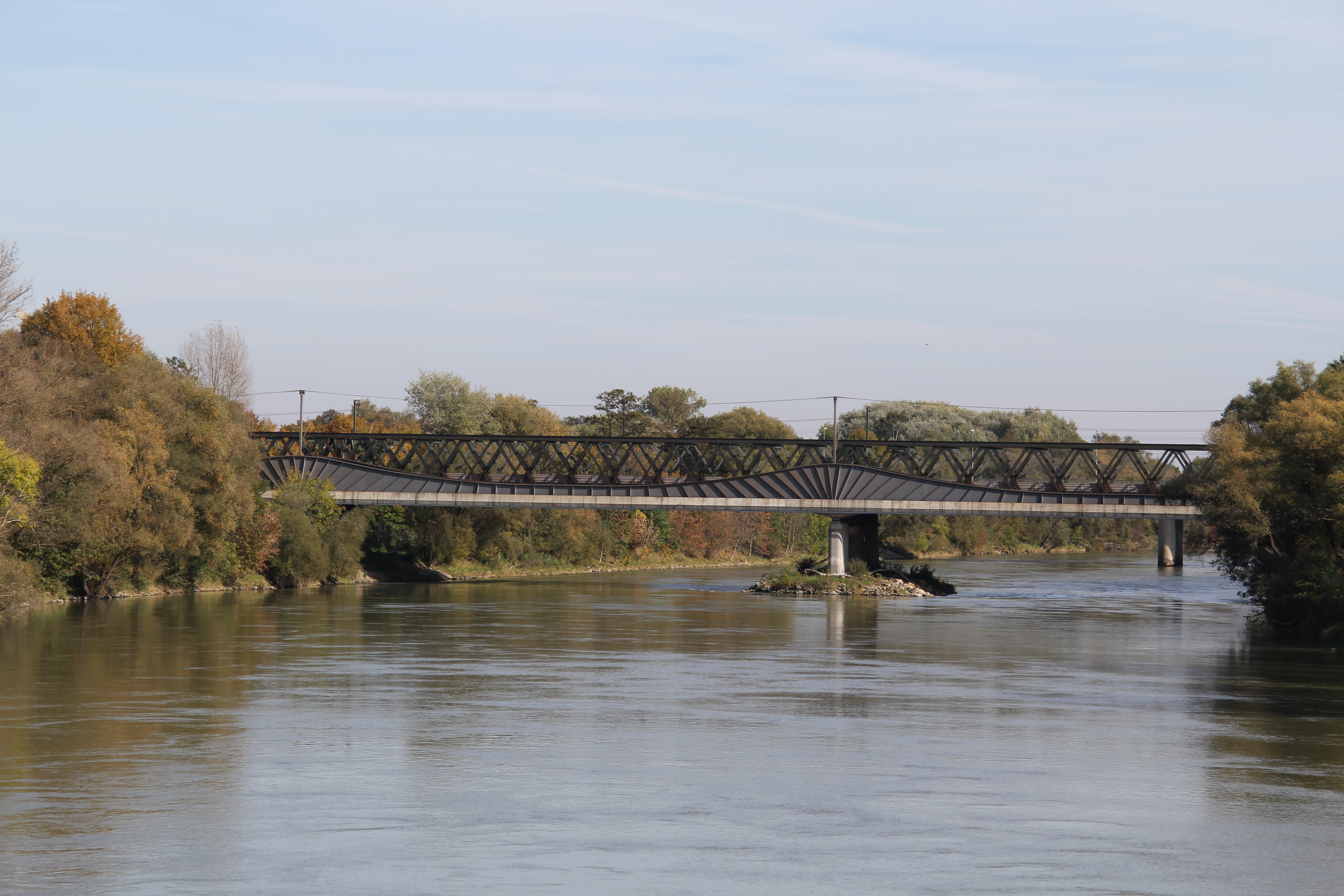
Blick auf die neue und alte Eisenbahnbrücke

Die Eisenbahnbrücke Ingolstadt ist eine Brücke der Bahnstrecke München–Treuchtlingen mit drei Überbauten, welche zwischen dem Hauptbahnhof Ingolstadt und dem Bahnhof Ingolstadt Nord die Donau überspannen. Das rund 184 m lange Bauwerk untergliedert sich in zwei ältere Fachwerkbrücken im Osten und eine neue Trogbrücke im Westen.
Jeder der Überbauten nimmt dabei ein mit 130 km/h befahrbares Gleis auf (LZB-Freigabe nur über 120 km/h). Auf dem westlichen Gleis verkehren dabei in der Regel Personenzüge aus Richtung Nürnberg und Treuchtlingen, auf dem mittleren Züge in diese Richtungen. Güter- und einzelne Regionalzüge (insbesondere bei Überholungen) nutzen das östliche Gleis. Züge von und zur Schnellfahrstrecke Nürnberg–Ingolstadt können dieses aufgrund der Lage des Gleiswechsels südlich der Donau nicht benutzen.

## Brücke von 1869

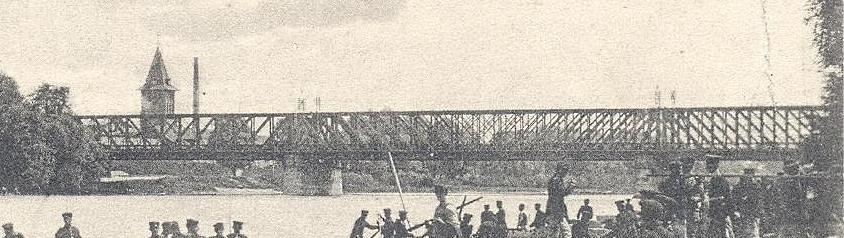
Eisenbahnbrücke Ingolstadt 1915

Die erste Eisenbahnbrücke über die Donau bei Ingolstadt wurde im Zuge des Baus der Bahnstrecke München–Gunzenhausen in den Jahren 1868 und 1869 errichtet. Das Bauwerk bestand aus drei eisernen parallelgurtigen Fachwerkträgern mit Stützweiten von jeweils 53,9 m. Heinrich Gerber hatte die Brücke entworfen.
Die Brücke wurde 1922 erneuert.

## Neubau der dritten Brücke
Seit Dezember 2006 verkehrt der Großteil der Fernzüge zwischen München und Nürnberg über die neue Strecke über Ingolstadt. Um diesen Mehrverkehr aufzunehmen, erfolgte zwischen 1999 und 2001 der Neubau einer dritten Brücke. Sie ist damit eine von vier größeren Eisenbahnbrücken, die im Zuge des Streckenneubaus zwischen 1998 und 2006 errichtet wurden.
Die 184,09 m lange Konstruktion wurde mit einem sechsfeldrigen Stahlbetonverbund-Trog ausgeführt. Die Überbaubreite beträgt dabei 5,90 m, die Höhe der Pfeiler vier bis sechs Meter. Die Stützweiten belaufen sich auf 13,42 m, 19,00 m, 22,30 m – sowie, über dem Fluss – 55,15 m bzw. 54,72 m und 19,50 m. Der Gleismittenabstand zwischen den beiden Fachwerkbrücken liegt bei 6,5 m, zwischen der mittleren und der neu errichten Brücke bei 6,4 m.
Am Rande des Trogs sind stählerne Längsträger mit variabler Konstruktionshöhe als Gestaltungselement angeordnet. Die Oberkante der Längsträger verläuft der Beanspruchung folgend wellenförmig, so dass der Eindruck von Segeln entsteht. Das 2,5 Millionen Euro teure Brückenbauwerk war aufgrund gestalterischer und technischer Innovationen als eines von sechs für den Deutschen Brückenbaupreis 2006 nominiert.

### Geschichte
Zunächst war geplant, im Zuge der Neubaustrecke die bestehende Brücke in östlicher Richtung zu erweitern oder eine neue Stahlbrücke zu errichten. Mitte 1992 war geplant, die alte, zweigleisige Stahlfachwerkbrücke durch eine neue, dreigleisige Spannbetonbrücke zu ersetzen. Die 150 m lange und 18 m breite Brücke sollte drei Meter tiefer als die Bestandsbrücke liegen, die Gleise sollten dabei eineinhalb Meter höher als im damaligen Bestand liegen. In der Donau war ein maximal zwei Meter breiter Pfeiler vorgesehen. Die neue Brücke sollte westlich der Bestandsbrücke entstehen. Unter anderem sollte dabei auch eine Weiche auf der Brücke liegen. Die Kosten der Brücke (ohne Kosten für den Abriss der alten Brücke) wurden mit 20 Millionen DM beziffert. Mit dem Beginn des Planfeststellungsverfahrens für den Planfeststellungsabschnitt 72, vom Südportal des Auditunnels bis zum südlichen Donauufer, wurde dabei für Januar 1993 gerechnet. Um südlich der Donau übermäßige Eingriffe an einer Kleingärtneranlage an der Stauffenbergstraße zu vermeiden, wurde die Trasse Richtung Manchinger Straße verschwenkt. Im März 1994 liefen die Vorbereitungen für das Planfeststellungsverfahren, mit einem Baubeginn wurde nicht vor Ende 1995 gerechnet. Im Rahmen des mehrtägigen Erörterungstermins für den Abschnitt Ingolstadt Mitte (Nordbahnhof bis Klenzepark) war die Gestaltung der Bahnbrücke am 15. Februar 1995 Gegenstand von Dissens zwischen DB und Stadt. Einen städtischen Brückenvorschlag, entwickelt von Jörg Schlaich, hatte die DB abgelehnt und an einem dritten Gleis westlich der bestehenden Trasse festgehalten. Die Stadt hielt dagegen eine Brücke an der Ostseite für besser, die von der DB mit Verweis auf Eingriffe in fünf Häuser in der Frühlingsstraße und nutzbaren DB-Grund auf der Westseite abgelehnt wurde. Der Entwurf von Schlaich sei laut DB „hier nicht sinnvoll“, eine Erweiterung um ein viertes oder fünftes Gleis damit nicht möglich. Der Entwurf der DB füge sich dagegen in die Ingolstädter „Brückenfamilie“ ein. Einen laut Stadt zuvor vereinbarten Architektenwettbewerb lehnte die DB im Anhörungstermin ab.